# Валдај
Валдај (рус. Валдай) град је на северозападу европског дела Руске Федерације. Налази се у југоисточном делу Новгородске области, на подручју Валдајског рејона чији је уједно и административни центар.
Према проценама националне статистичке службе за 2014. у граду је живело 14.758 становника.

## Географија
Град Валдај смештен је у југоисточном делу Новгородске области, у северозападним деловима Валдајског побрђа, дуж југозападне обале Валдајског језера. Налази се на око 140 km југоисточно од обласног центра, града Великог Новгорода, и на око 386 km од главног града земље Москве. Град се налази у самом средишту Валдајског националног парка и важно је туристичко одредиште, посебно у летњим месецима.
Важан је саобраћајни центар на деоници федералног аутопута М10 који повезује Москву са Санкт Петербургом.

## Историја
Први писани помен хоронима „Валдај“ датира из периода 1140–1150. године и вероватно се односио на цело данашње Валдајско подручје. Реч је о законику о плаћању пореза написаном на брезовој кори, списак број 740. Први писани подаци о данашњем насељеном месту датирају из 1495. године, и у тим летописима се помиње заселак Валдајско селишче који је добио име по истоименом језеру на чијим обалама се налазио. У то време Валдај је био део Новгородске републике. Све до 1654. године Валдај је био дворско село, да би затим постао поседом Иверског манастира чији део је био све до 1764. године.
Крајем маја 1770. Валдај добија статус града и окружног центра, а захваљујући свом положају на трговачком и поштанском путу између Москве и Санкт Петербурга град се интензивно развијао у културном и привредном погледу. Град је нарочито био чувен по својим ливницама звона.
Од 1927. Валдај је седиште истоименог Валдајског рејона Новгородске области.

## Становништво
Према подацима са пописа становништва 2010. у граду је живело 16.098 становника, док је према проценама националне статистичке службе за 2014. град имао 14.758 становника.
| 1897. | 1959.  | 1970.  | 1979.  | 1989.  | 2002.  | 2010.  | 2014.  |
| ----- | ------ | ------ | ------ | ------ | ------ | ------ | ------ |
| 2.900 | 10.603 | 14.118 | 17.897 | 19.173 | 18.703 | 16.740 | 14.758 |

## Туризам
Град Валдај се налази у самом средишту Валдајског националног парка и важно је одресиште за посетиоце парка, нарочито у летњим месецима. У некадашњој цркви посвећеној Светој Екатарини Александријској из XVIII века данас се налази, јединствен у Русији по својој поставци, музеј посвећен звонарској мануфактури по којој је град био чувен широм империјалне Русије.
На оближњем острву у валдајском језеру налази се Валдајски Иверски манастир основан 1653. године.

## Партнерски градови
Град Валдај има потписане уговоре о братимљењу и сарадњи са следећим градовима:
1. Торжок, Тверска област, Русија (од 1998. године)
2. Вилејка, Белорусија (од 2008. године)
3. Павловск, Санкт Петербург, Русија
4. Пушкин, Санкт Петербург, Русија
5. Кањон Сити, Колорадо, САД